# National Sports Stadium (Zimbabwe)
Het National Sports Stadium is een multifunctioneel stadion in Harare, de hoofdstad van Zimbabwe. In het stadion kunnen 60.000 toeschouwers. Het stadion wordt vooral gebruikt voor voetbal- en rugbywedstrijden. CAPS United FC speelt hier zijn thuiswedstrijden. Het stadion werd geopend in 1987. Maar ook het nationale voetbalelftal speelt hier weleens wedstrijden. Vanaf 2006 zou het stadion voor 20 maanden gesloten worden zodat het gerenoveerd kon worden.

## Belangrijke evenementen
Op 7 oktober 1988 speelde het Amnesty International's Human Rights Now! een Benefit concert in dit stadion. Onder andere Bruce Springsteen trad toen op. In 1995 werd van dit stadion gebruik gemaakt voor sporten op Afrikaanse Spelen van dat jaar. 